# Druyes-les-Belles-Fontaines
Druyes-les-Belles-Fontaines is een gemeente in het Franse departement Yonne (regio Bourgogne-Franche-Comté) en telt 290 inwoners (2004). De plaats maakt deel uit van het arrondissement Auxerre.

## Geografie
De oppervlakte van Druyes-les-Belles-Fontaines bedraagt 37,8 km², de bevolkingsdichtheid is 7,7 inwoners per km².
De onderstaande kaart toont de ligging van Druyes-les-Belles-Fontaines met de belangrijkste infrastructuur en aangrenzende gemeenten.

## Demografie
Onderstaande figuur toont het verloop van het inwonertal (bron: INSEE-tellingen).
1. ↑  Populations de référence 2022.